# Seir
En demonología, Seir, también conocido como Seire, Seere o Sear, es un príncipe del Infierno con veintiséis legiones de demonios bajo su mando. Puede ir a cualquier lugar de la Tierra en cuestión de segundos para cumplir el deseo del mago, trae abundancia, ayuda a encontrar tesoros escondidos o robados, y no es un demonio malvado sino de buena naturaleza, siendo indiferente a la maldad.
Se muestra como un hombre cabalgando un caballo alado y se dice que es atractivo.
De acuerdo a las correspondencias con los arcanos menores del tarot establecidas en el Occult Tarot de Travis McHenry, su arcano equivalente es el 6 de espadas, por lo que su decano zodiacal abarca los días entre 1 y el 11 de febrero, aproximadamente.